# Israel Pedrosa
Israel Pedrosa (Manhumirim, 18 de abril de 1926 - Niterói, Rio de Janeiro, 7 de fevereiro de 2016) foi um pintor, pesquisador, professor universitário, escritor e livreiro brasileiro.
Também foi Sócio Honorário da Associação Brasileira de Críticos de Arte (ABCA), foi aluno de Candido Portinari, cursou a École Nationale Supérieure des Beaux-Arts, em Paris (1948-50) e foi fundador da cadeira de história da arte na Universidade Federal Fluminense (UFF), em 1963. Após 16 anos de estudos sobre a refração cromática, revelou em 1966 o Domínio da Cor Inexistente. Em 1986, foi consultor ad hoc do Conselho Nacional de Desenvolvimento Científico e Tecnológico (CNPq).
É autor dos livros Da Cor à Cor Inexistente (1977) e O Universo da Cor (2003), ambos pela Editora Senac Nacional; do texto básico para o livro Portinari – Coleção Grandes Pintores Brasileiros – volume 4, Folha de S.Paulo: Instituto Itaú Cultural; dos textos dos Catálogos das Exposições dos painéis Guerra e Paz, de Portinari – que ilustram o edifício-sede da ONU, em Nova York –, realizadas no Teatro Municipal do Rio de Janeiro (2010), no Memorial da América Latina (São Paulo, 2012), no Teatro Brasil (Belo Horizonte, 2013) e no Salon d’Honneur, no Grand Palais (Paris, 2014). Foi o criador da marca da Universidade Federal Fluminense.
Possui trabalhos nos acervos do Museu Nacional de Belas-Artes, do Museu de Arte do Rio de Janeiro (MAR), dos Museus de Arte Moderna do Rio de Janeiro e de São Paulo, do Museu de Arte de São Paulo Assis Chateaubiand (MASP) e do Museu de Arte Brasileira da Fundação Armando Álvares Penteado (MAB-FAAP). Há mais de vinte anos iniciou a pintura das réplicas retratadas neste volume, que ilustrarão o seu livro Dez Aulas Magistrais.
Pedrosa escreveu um best seller sobre a teoria das cores, que se chama: Da Cor à Cor Inexistente.
Discípulo de Ferrucio Dami e Candido Portinari (de quem foi colaborador), formou-se na Escola Superior de Belas-Artes de Paris.

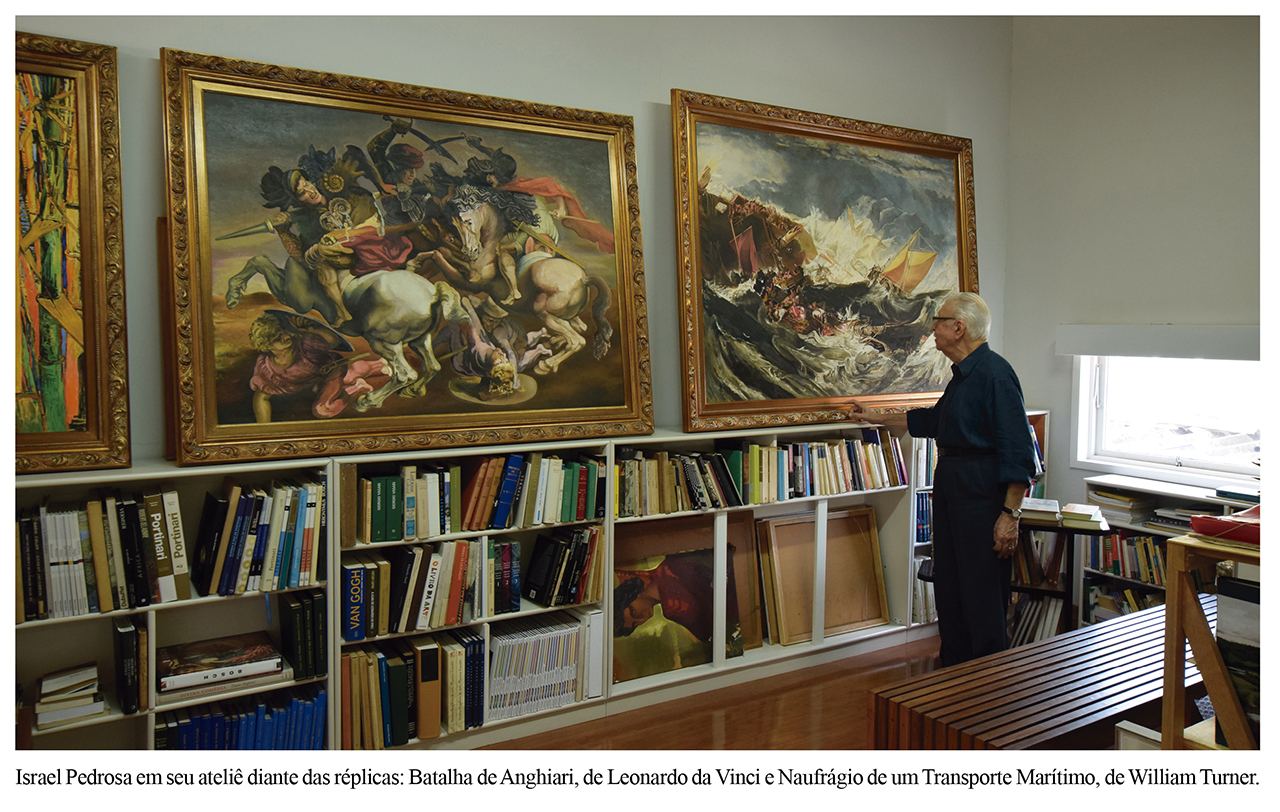

## Exposições coletivas
- 1947 - Salão Nacional de Belas Artes (Rio de Janeiro)
- 1949 - 1ª Exposição dos Artistas da América Latina (Paris)
- 1950 - Exposição Internacional (Lyon)
- 1951 - 1ª Bienal Internacional de São Paulo, no Pavilhão do Trianon (São Paulo)
- 1952, 1955, 1956 e 1959 (1º, 4º, 5º e 8º) Salão Nacional de Arte Moderna (Rio de Janeiro)
- 1978 - 1ª Bienal Latino-Americana de São Paulo, na Fundação Bienal (São Paulo)
- 1989 - FIAC, no Grand Palais (Paris)
- 1989 - Artista Participante - Os Ritmos e as Formas: arte brasileira contemporânea, no Museu Charlottenborg (Copenhague)
- 1994 - Os Novos Viajantes, no Sesc/Pompéia (São Paulo)
- 1997 - Exposição de lançamento do Catálogo Virtual de Artistas de Niterói, na Sala Carlos Couto, Niterói Artes, Fundação de Arte de Niterói (Niterói)
- 2001 - Museu de Arte Brasileira: 40 anos, no MAB-FAAP (São Paulo)
- 2002 - Niterói Arte Hoje, no MAC/Niterói (Niterói)
- 2002 - Niterói Arte Hoje, no Centro Cultural Candido Mendes (Niterói)[7]

## Publicações
- Da cor à cor inexistente (1977)
- Na contramão dos preconceitos estéticos
- Guerra e Paz
- O Universo da Cor
- O Brasil em cartas de tarô. A Biblioteca Acervos Especiais da Unifor-Universidade de Fortaleza possui em seu acervo um exemplar da obra.